# Дранишников, Андрей Андреевич
Андрей Андреевич Дранишников (род. 23 июня 1990, Горький, СССР) — российский волейболист и тренер.

## Биография
Родился 23 июня 1990 в Горьком. Воспитанник нижегородской детско-юношеской спортивной школы № 19.

## Карьера
Андрей Дранишников профессионально начал играть в составе московского молодёжного клуба «Динамо-Олимп» (2005—2007), после чего играл в клубах «Кристалл» (Воронеж), «Губерния» (Нижний Новгород), «Урал» (Уфа) и «АСК» (Нижний Новгород).

## Достижения

### Как игрок
- Серебряный призёр Кубка Европейской конфедерации волейбола (2014)[1]
- Чемпион Высшей лиги «А» (2017)

### Как ассистент главного тренера
- Чемпион Высшей лиги «Б» (2019)